# Państwowy zakład leczniczy dla zwierząt
Państwowy zakład leczniczy dla zwierząt – jednostka organizacyjna Ministra Rolnictwa, powołana w celu przeprowadzania leczenia zwierząt i wykonywania zabiegów lekarsko-weterynaryjnych w powiązaniu z obserwacją i pielęgnacją zwierząt.

## Powołanie zakładów
Na podstawie zarządzenia Ministra Rolnictwa z 1953 r. w sprawie organizacji i zakresu działania państwowych zakładów leczniczych dla zwierząt powołano państwowe zakłady. Powołanie zakładów pozostawało w ścisłym związku z ustawą z 1949 r. o zakładach leczniczych dla zwierząt.

## Zakres działania zakładów
Do zakresu działania państwowych zakładów leczniczych dla zwierząt należało stałe czuwanie nad zdrowotnością zwierząt gospodarskich, a w szczególności:
- przeprowadzanie profilaktycznych akcji weterynaryjnych;
- leczenie zwierząt chorych;
- wykonywanie zabiegów z zakresu weterynarii na zwierzętach;
- zwalczanie chorób hodowlanych i pasożytniczych;
- przyjmowanie zgłoszeń chorób zaraźliwych, ustalanie, na jaką chorobę zwierzę choruje, zawiadamianie o tym właściwego powiatowego zakładu weterynarii oraz zwalczanie choroby w ramach otrzymanego od niego zlecenia;
- wykonywanie stałej opieki weterynaryjnej nad inwentarzem żywym rolniczych spółdzielni produkcyjnych, położonych na terenie ich obszaru działania (rejonu);
- wykonywanie czynności z zakresu sztucznej inseminacji, zleconych przez powiatowy zakład weterynarii.;
- upowszechnianie wiedzy weterynaryjnej;
- nadzorowanie działalności gromadzkich przodowników weterynaryjnych;
- wykonywanie innych czynności z zakresu weterynarii zleconych przez powiatowy zakład weterynarii;
- administrowanie posiadanymi nieruchomościami i ruchomościami;
- pobieranie należności za płatne usługi weterynaryjne i przekazywanie ich do powiatowego zakładu weterynarii;
- prowadzenie odpowiedniej sprawozdawczości ze swej działalności.

## Współpraca zakładów
Państwowy zakład leczniczy dla zwierząt współpracował z terenową służbą zootechniczną i gminnymi instruktorami rolnymi w zakresie organizacji opieki nad zdrowotnością zwierząt gospodarskich i byli w bliskim, stałym kontakcie ze spółdzielniami produkcyjnymi i rejonowymi agronomami państwowych ośrodków maszynowych.

## Kierowanie zakładem
Na czele państwowego zakładu lecznicze dla zwierząt stał kierownik zakładu, lekarz weterynarii, który kierował jego działalnością i był za nią odpowiedzialny.
Kierownika państwowego zakładu leczniczego dla zwierząt powoływał i odwoływał wojewódzki zarząd weterynarii.
Do zakresu działania kierownika państwowego zakładu lecznicze dla zwierząt należało w szczególności:
- kierowanie pracą całego zakładu;
- nadzorowanie wykonywania czynności objętych zakresem działania zakładu przez podległych sobie pracowników oraz pracowników współpracujących z zakładem w ramach otrzymywanego przez nich zlecenia od kierownika zakładu i posiadanych uprawnień;
- bezpośrednie wykonywanie czynności w przypadku niewydania zlecenia innym pracownikom.
- Innych pracowników państwowych zakładów leczniczych dla zwierząt powoływał i odwoływał wojewódzki zarząd weterynarii.

## Rodzaje zakładów
Państwowe zakłady lecznicze dla zwierząt dzieliły się na następujące typy:
- lecznice dla zwierząt, będące zakładami przystosowanymi do leczenia stacjonarnego i ambulatoryjnego;
- przychodnie dla zwierząt, będące zakładami przystosowanymi do krótkotrwałego przetrzymywania zwierząt wymagających leczenia stacjonarnego oraz do leczenia ambulatoryjnego;
- punkty weterynaryjne, będące zakładami przystosowanymi wyłącznie do leczenia ambulatoryjnego.

Prezydium wojewódzkiej rady narodowej na wniosek wojewódzkiego zarządu weterynarii mogło utworzyć na terenie rejonu pomocniczy punkt weterynaryjny, będący częścią składową właściwego państwowego zakładu leczniczego dla zwierząt.